# Urszula Kryger
Urszula Kryger (ur. 20 kwietnia 1964 w Łodzi) – polska śpiewaczka i pianistka, profesor sztuki, mezzosopran liryczny. Jej działalność artystyczna skupia się wokół kameralistyki i liryki wokalnej oraz repertuaru kantatowo-oratoryjnego. Jest wielokrotnie nominowaną i kilkukrotną laureatką nagród polskiego przemysłu muzycznego – „Fryderyki”.

## Kariera
Ukończyła dwa fakultety Akademii Muzycznej w Łodzi: w 1988 r. została absolwentką Wydziału Instrumentalnego w klasie fortepianu, a w 1992 r. otrzymała dyplom Wydziału Wokalno-Aktorskiego w klasie Jadwigi Pietraszkiewicz. Kontynuowała studia wokalne w Kopenhadze pod opieką André Orlowitza. W latach 90. XX w. wygrywała szereg konkursów wokalnych w kraju i za granicą. W 1995 r. wystąpiła w mediolańskiej La Scali wykonując recital pieśni, w programie którego znalazły się pieśni Fryderyka Chopina. W 1996 r. debiutowała na scenie Semperoper w Dreźnie partią Angeliny w operze Kopciuszek Gioacchino Rossiniego, co przyniosło jej pomyślne przyjęcie wśród publiczności i znakomite opinie krytyków. Dokonała wielu nagrań, w tym dla polskich rozgłośni radiowych oraz we Francji, Niemczech i Szwajcarii.
Kryger w swojej karierze występowała z uznanymi muzykami, między innymi:
- z dyrygentami: Janem Krenzem, Jerzym Semkowem, Rafaelem Frühbeckiem de Burgos, Hansem-Martinem Schneidtem, Colinem Davisem, Arminem Jordanem
- z pianistami: Hartmut Höll, Charles Spencer, Melvyn Tan, Pascal Rogé, Katarzyna Jankowska
- z klarnecistą Paulem Meyerem
- z zespołami jak: Tokyo String Quartet i Petersen Quartet

Urszula Kryger jest profesorem Akademii Muzycznej im. Grażyny i Kiejstuta Bacewiczów w Łodzi, gdzie prowadzi klasę śpiewu solowego. W latach 2008–2012 kierowała Katedrą Wokalistyki. Od października 2012 pełniła funkcję dziekan Wydziału Wokalno-Aktorskiego. Prorektor ds. artystycznych w kadencji 2020–2024.
Odznaczona Srebrnym Krzyżem Zasługi i Brązowym Medalem Zasłużony Gloria Artis.

## Dyskografia
- 2011: Paweł Mykietyn: Pasja wg św. Marka (Narodowy Instytut Audiowizualny)
- 2011: Władysław Żeleński: Pieśni (Dux)
- 2003: Lutosławski: Double Concerto; Dances Preludes; Chain I (Naxos)
- 2003: Dymitr Szostakowicz: Wieszczy ptak Gamajun (Dux)
- 2001: Rubinstein, Czajkowski, Rymski-Korsakow: Duety rosyjskie (Dux)
- 1999: Chopin: Polish Songs (Hyperion)
- 1999: Chopin: Songs (Chopin / Viardot – Four Mazurkas) (Hyperion)
- 1998: Muzyka i Mickiewicz w muzyce. Pieśni Loewego, Chopina, Moniuszki (Engram)
- 1998 (RE 2002): Karłowicz, Szymanowski: Pieśni (Dux)
- 1998 (RE 2002): Moniuszko – Pieśni (Dux)
- 1997 (RE 2000): Carl Loewe: Pieśni i ballady (CPO)
- 1992/1994: Nagrania Laureatów I Nagrody Konkursów ARD w Monachium (Polskie Radio)

## Nagrody i wyróżnienia
- 1991: laureatka wyróżnienia IV Międzynarodowego Konkursu Sztuki Wokalnej im. Ady Sari w Nowym Sączu
- 1992: laureatka I nagrody I Międzynarodowego Konkursu Wokalnego im. Stanisława Moniuszki w Warszawie
- 1994: wygrała Międzynarodowy Konkurs Wokalny im. Johannesa Brahmsa w Hamburgu
- 1994: zwyciężczyni 43. Międzynarodowego Konkursu Muzycznego ARD w Monachium
- 2006: Nagroda Fundacji im. Karola Szymanowskiego „za przemyślane i wysoce artystyczne interpretacje pieśni” Szymanowskiego
- 2012: Nagroda Muzyczna „Fryderyk” w kategorii „Muzyka kameralna” za nagranie „Pieśni” Władysława Żeleńskiego